# サバンナ高橋の、サウナの神さま
『サバンナ高橋の、サウナの神さま』は、TOKYO MXで2021年（令和3年）10月9日から放送されているトーク番組である。

## 出演者
MC
- 高橋茂雄（サバンナ）

### 過去の出演者
フィンランド現地情報リポーター
- 田中亜土夢（HJKヘルシンキ）

## 挿入歌・テーマソング
テーマソング
- 「やさしさに包まれたなら」
  - 作詞・作曲：荒井由実
  - 唄・クレイジーケンバンド （アルバム『好きなんだよ』収録）

挿入歌
- WODDYFUNK「AI-WA-KOKO-NI-AL」

## 内容
ゲストをサウナに招き、心と身体を"ととのえた'うえで、ゲストの人生のターニングポイントを伺っていく、サウナトークドキュメンタリー。
番組の構成は大きく分けて下記の3つ。
1. サウナに入る→水風呂→外気浴
  - ゲストによっては水風呂に入らない場合もある。　　
  - 外気浴のときに、白樺樹液や、白樺ミストを堪能。番組内ではサウナルーティンをうたっている。
2. ととのいトーク1では、ゲストの幼少期や、デビューのきっかけに触れることが多い。ととのいトーク2では、デビュー後から今に至るまでのターニングポイントに触れることが多い。
3. ととのっていないこととして、ゲストの悩みなどを打ち明ける。

### 過去のコーナー
1. HJKヘルシンキ田中亜斗夢選手によるフィンランド現地情報。
  - このブロックだけナレーションが少年のような声色になる。ナレーターは不明。
  - 2023年からは廃止されている。

## ネット局
| 放送対象地域 | 放送局              | 系列           | 放送日時                     | 放送開始日    | 備考   |
| ------------ | ------------------- | -------------- | ---------------------------- | ------------- | ------ |
| 東京都       | TOKYO MX（MX）      | 独立局         | 土曜 18:00 - 18:30           | 2021年10月9日 | 制作局 |
| 北海道       | 北海道テレビ（HTB） | テレビ朝日系列 | 月曜 0:55 - 1:25（日曜深夜） | 2022年        |        |

1. ↑  開始当初から2022年までは隔週木曜21:25 - 21:54、2023年4月から2024年9月までは隔週土曜17:55 - 18:25。

## 動画配信
2022年7月14日放送分から在京民放キー局5社共同運営の動画配信サービス「TVer」での配信を開始。本番組は日本テレビが運営している無料動画配信サービス「日テレ無料TADA!」に供給されており、TVerではその再供給を受ける形で配信されている。この経緯から、TVerでは日本テレビ系列の番組として扱われている。

## スタッフ
- 構成：高須浩平
- ナレーター：菖蒲みらい
- 協力：フィンランド大使館、HJKヘルシンキ 田中亜土夢
- ロケ地協力：オーパークおごせ（埼玉県越生町）、えごた湯（東京都中野区）、黄金湯（東京都墨田区）、武蔵小山温泉 清水湯（東京都品川区）、妙法湯（東京都豊島区）
- 撮影：ライラック 清水貴能、河合輝久
- VE：石井徹
- 編集・MA：ヌーベルアージュ
- 音響効果：齊藤慎太郎 （アーツポート企画）
- メイク：KENJI SATO、カナゴン
- アシスタント：鈴木亜紗子、宮本裕未
- AP：笹田真希
- ディレクター：本間和美、小森あすみ、浅沼雄介
- 総合演出：神戸一虎
- プロデューサー：岩政靖、徳島悠木
- コーディネート：だいもんしゅんすけ
- スーパーバイザー：菊池茂利
- 総合プロデューサー：山本雅士
- 制作：ビトク
- 製作著作：TOKYO MX